# Aquilino Etxarri Olloquiegi
Aquilino Etxarri Olloquiegi (Pasaia, 15 de març de 1969) és un exfutbolista basc, que jugava com a migcampista defensiu.

## Trajectòria esportiva
Va debutar a la primera divisió la temporada 93/94, en partit contra la UE Lleida. Va ser l'únic partit oficial amb el conjunt valencianista, tot i que va disputar altres d'amistosos. Al filial valencianista, el Mestalla, havia arribat provinent del Tomelloso. Abans havia jugat al Sanse i a la SD Eibar.
La carrera d'Etxarri ha prosseguit en nombrosos equips de Segona B i Tercera: Real Múrcia, CE Castelló, Pontevedra CF, Atlético Ceuta, Tomelloso, Pájara Playas de Jandia o Real Unión de Irún.